# Ononis repens
Espèce
Synonymes
- Ononis antiquorum subsp. maritima Dumort.[2]
- Ononis maritima Dumort.[2] [3]
- Ononis proccurens Wallr.[2]
- Ononis procurrens Wallr.[4] [3]
- Ononis spinosa subsp. maritima (Dumort.) P.Fourn.[2]
- Ononis spinosa (Dumort.) P. Fourn.[3]
- Ononis spinosa (Wallr.) Briq.[3]

Ononis repens est une espèce de plantes à fleurs du genre des Bugranes (Ononis) et de la famille des Fabaceae trouvée en Europe et en Afrique du Nord.
Elle se retrouve principalement sur les rivages et dans les pâturages secs des collines calcaires ou crayeuses. C'est une vivace ligneuse prostrée aux feuilles petites et ovales. Les feuilles sont couvertes de poils glanduleux qui dégagent une odeur résineuse quand on les broie. Les fleurs sont roses et inodores, apparaissant de juillet à septembre. 

## Liste des sous-espèces et variétés
Selon Tropicos (19 juin 2018) (Attention liste brute contenant possiblement des synonymes) :
- Ononis repens subsp. antiquorum (L.) Greuter
- Ononis repens subsp. arvensis (L.) Greuter
- Ononis repens subsp. australis (Širj.) Devesa
- Ononis repens subsp. austriaca (Beck) Greuter & Burdet
- Ononis repens subsp. diacantha (Sieber ex Reichb.) Greuter
- Ononis repens subsp. leiosperma (Boiss.) Greuter
- Ononis repens subsp. masquillierii (Bertol.) Greuter
- Ononis repens subsp. repens
- Ononis repens subsp. spinosa Greuter
- Ononis repens subsp. spinosiformis (Simkovics) Greuter
- Ononis repens var. australis Širj.
- Ononis repens var. maritima Gren. & Godr.
- Ononis repens var. repens